# Épeautre vert

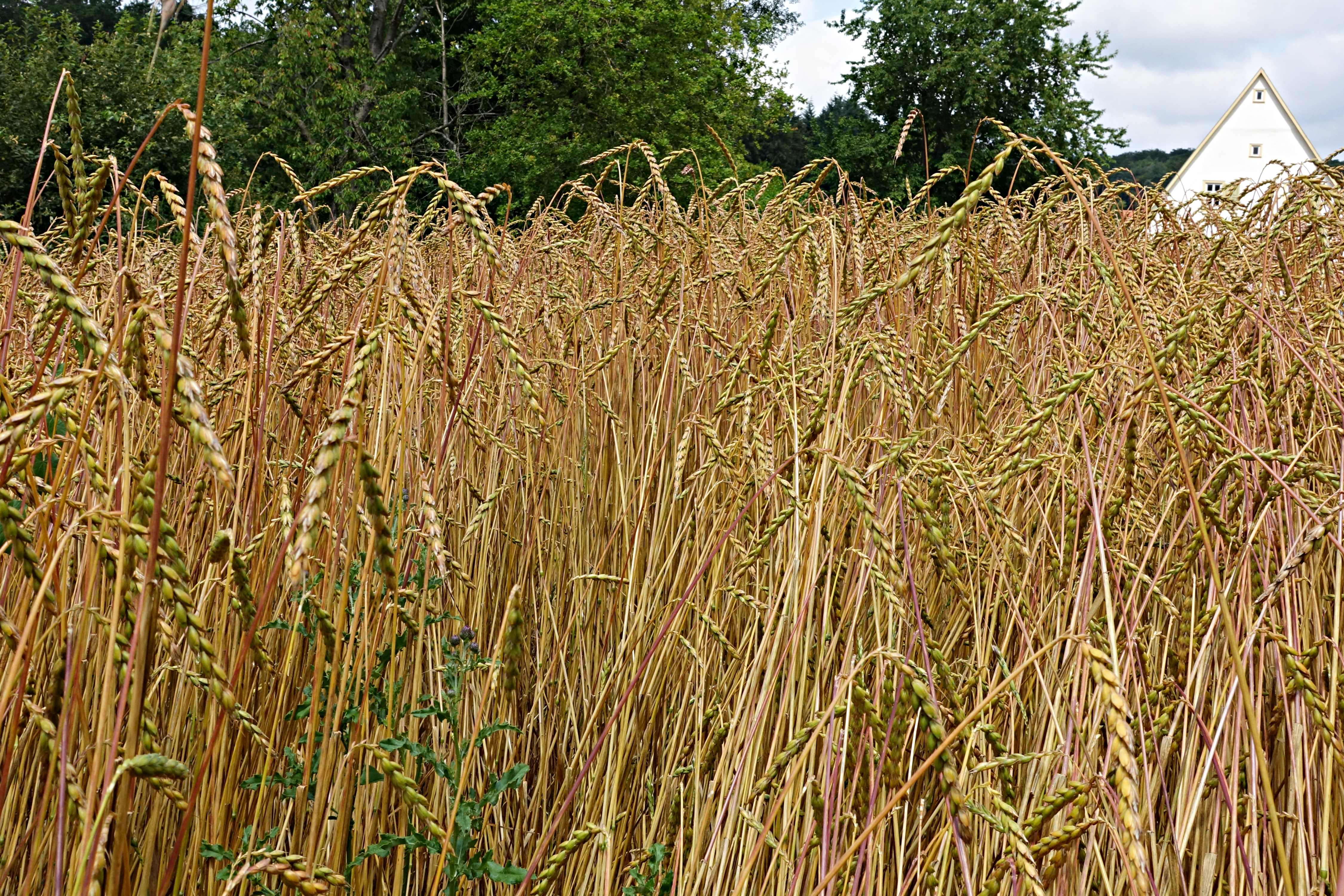
L'épi d'épeautre, à partir duquel on prépare l'épeautre vert.

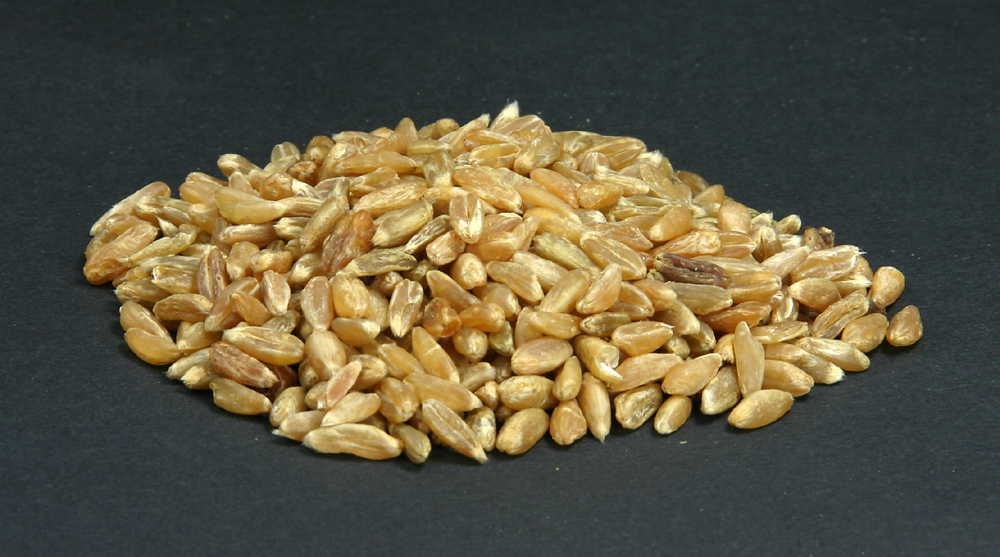
Epeautre vert, décortiqué.

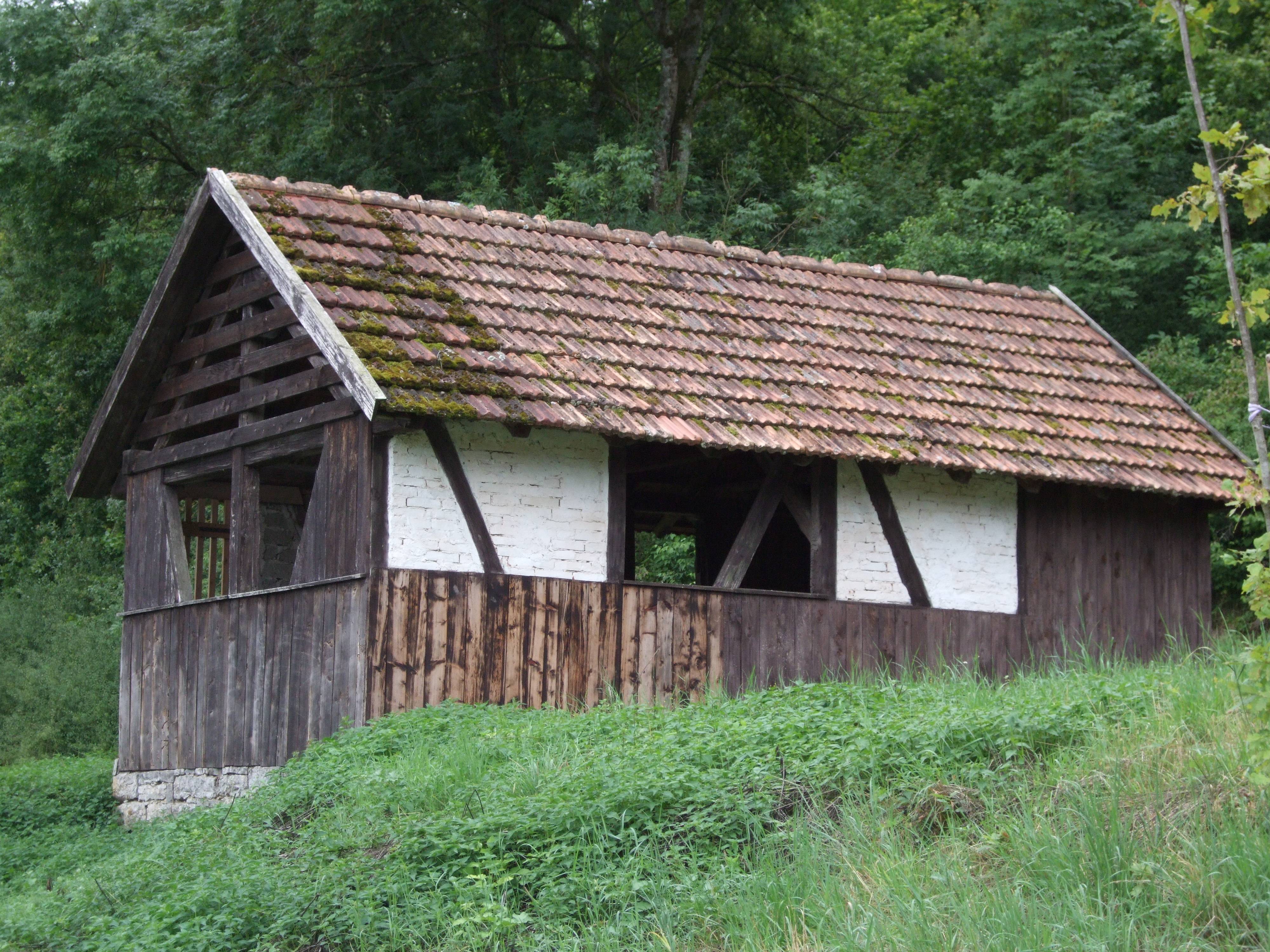
Maison typique où l'on fabrique l'épeautre vert, Sindolsheim, « Bauland » (Bade-Wurtemberg).

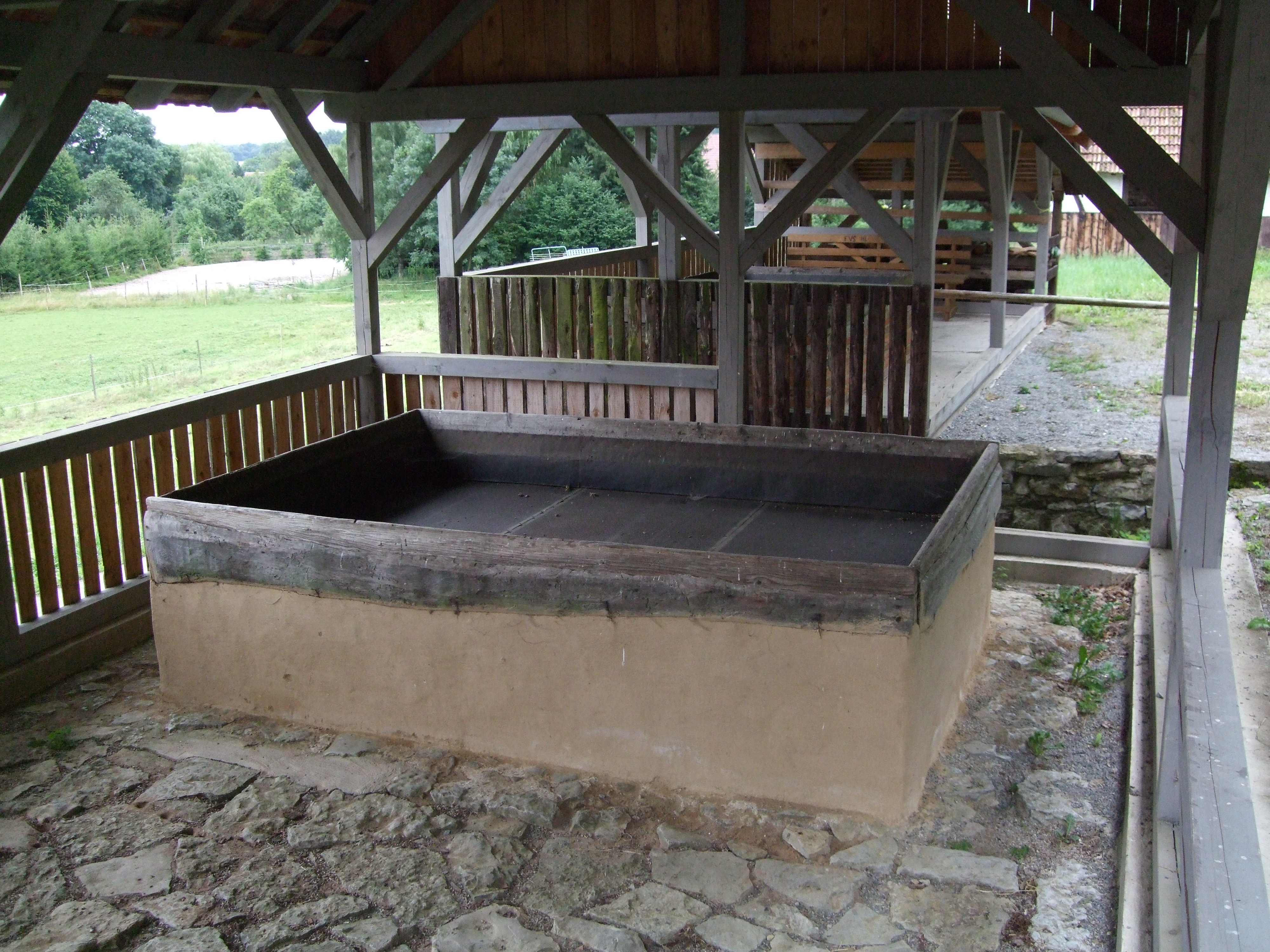
Touraillage.

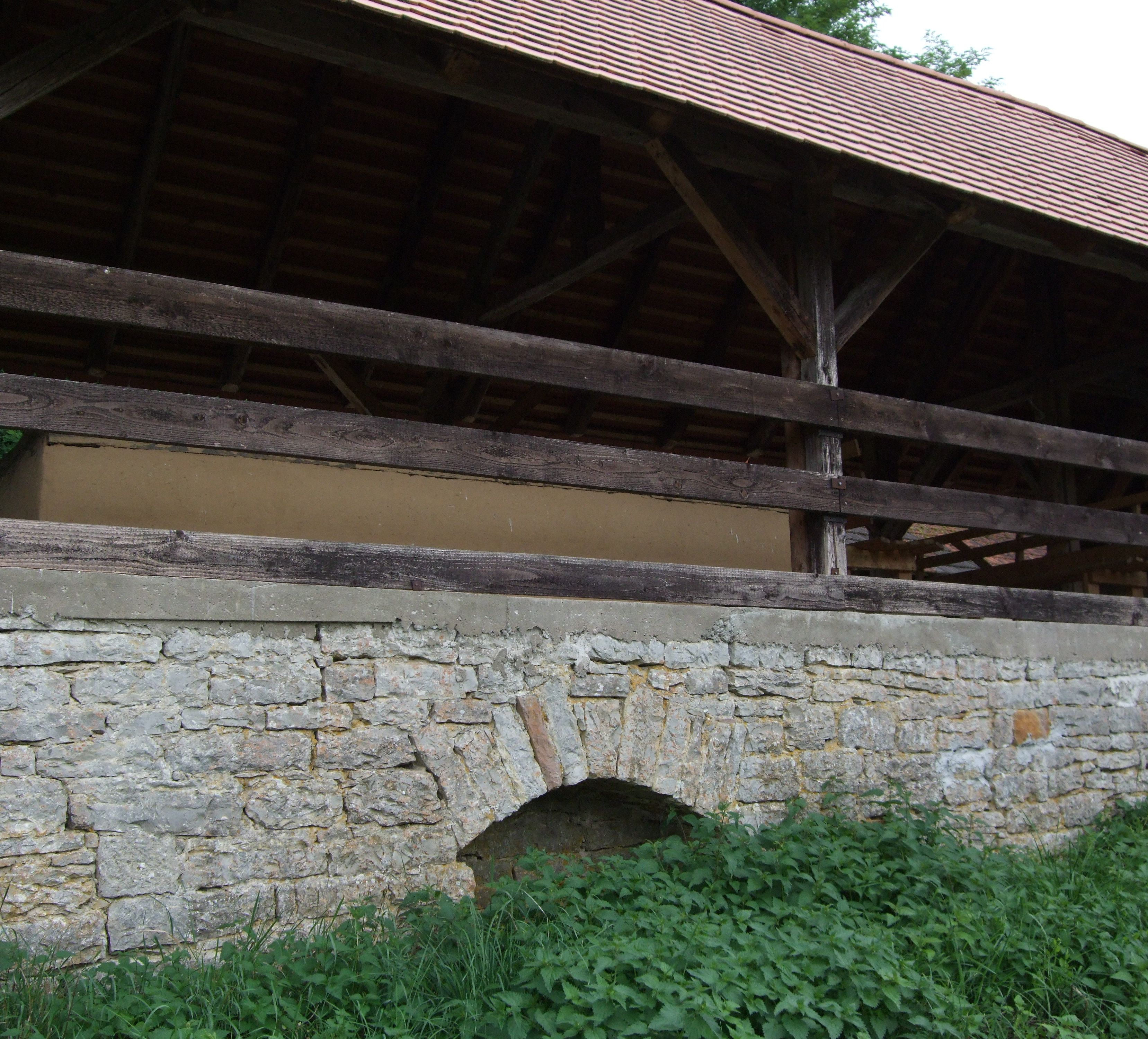
Foyer pour le touraillage.

L'épeautre vert, appelé en allemand Grünkern ou Badischer Reis, est de l'épeautre qui est récolté à la moitié de sa maturité, lorsque le grain est au stade « pâteux » et immédiatement séché.
À l'origine, l'épeautre était récolté avant maturité lorsque des conditions météorologiques défavorables risquaient de compromettre la récolte. Lorsque la céréale ainsi séchée fut bouillie dans de l'eau et que l'on découvrit son arôme doux et puissant, les agriculteurs prirent l'habitude de récolter systématiquement une partie de leur épeautre encore vert.
On le récolte généralement fin juillet puis il est fumé soit de manière traditionnelle au bois de hêtre, soit à l'air chaud. L'épeautre développe alors un arôme particulier. Ensuite, le grain passe dans une machine afin de le débarrasser de sa balle (glumes et glumelles). Une partie de la balle est utilisée pour le rembourrage d'oreillers, auxquels on attribue généralement les propriétés d'un sommeil sain et réparateur. Le reste sert d'alimentation pour le bétail.

## Histoire
D'après des écrits datant de plusieurs siècles, l'épeautre vert a été préparé pour la première fois dans le sud de l'Allemagne. La première attestation du mot allemand Grünkern date de 1660 et est tirée des comptes du monastère d'Amorbach (aujourd'hui en Bavière). Il était déjà utilisé à l'époque dans les potages.
Sa consommation était généralisée jusque dans les années 1930 où il était baptisé « fruit de la soupe allemande » (deutsche Suppenfrucht) et était utilisé pour remplacer les céréales en provenance de l'étranger, en raison de la politique d'autarcie du IIIe Reich.
À cause des améliorations globales en matière d'approvisionnement en ressources alimentaires, sa consommation a diminué, mais la tradition a perduré et a été sauvegardée.

## Régions de production
L'épeautre vert est principalement cultivé dans ce qu'on appelle le Bauland dans le Land de Bade-Wurtemberg, appelé aussi Sibérie de Bade. Il existe dans la région encore beaucoup de villages dans lesquels on fume de manière traditionnelle la céréale.

## Touraillage
Le séchage, appelé également touraillage, se fait entre 120 et 150 °C. Le touraillage est de bonne qualité lorsque les grains d'épeautre ont une belle couleur d'olive verte. En revanche, si les grains brunissent, ils sont d'une moins bonne qualité.
Le gluten de l'épeautre est modifié par ce procédé, et la farine ainsi récoltée avec l'épeautre vert n'est plus panifiable.
L'épeautre vert se consomme tel quel ou broyé dans les soupes, ainsi qu'en fricadelles.

## Remarque
On peut citer à ce titre qu'il existe en arabe le frikeh, aussi appelé « blé vert » en français, qui résulte à peu près des mêmes méthodes de fabrication, sauf que c'est le blé qui est utilisé.

## Appellation
L'appellation Fränkischer Grünkern (épeautre vert de Franconie) a été enregistrée le 24 mars 2015 par l'Union européenne en tant qu'AOP (appellation d'origine protégée). 